# Isaac Broid
Isaac Broid (México, D. F., 20 de noviembre de 1952) es un arquitecto mexicano. Estudió en la Universidad Iberoamericana, siendo alumno de Francisco Serrano y Carlos Mijares. Posteriormente se tituló como maestro en diseño urbano en el Oxford Polytechnic, hoy Oxford Bookes University.
Entre sus principales obras se encuentra la remodelación del edificio que alberga el Centro de la Imagen, museo dedicado a la fotografía, las oficinas de Telcel, y edificios de departamentos en la Colonia Condesa, todos ellos en la Ciudad de México. También destaca la Casa Vargas de Santiago de Querétaro (México, 2013) con cuerpos de acero oxidado y concreto y pocos vanos.
En 2018 obtiene el Premio Oscar Niemeyer por el Centro Cultural Teopanzolco, Cuernavaca.